# ثابت مخروطي

ثابت مخروطى

في علم الهندسة الرياضية، الثابت المخروطى (أو ثابت شوارتزشيلد ، بعد كارل شوارتزشيلد) هو كمية تصف القطع المخروطي ، ويرمز له بالرمز K . ويمكن الحصول على سالب K من العلاقة  
```

  

    

      

        
K

        
=

        
−

        

          
e

          

            
2

          

        

        
,

        

      

    

    
{\displaystyle K=-e^{2},\,}

  

```

حيث e هي الإختلاف المركزى (اللامركزية) للقطع المخروطى . 
- المعادلة التي تصف القطع المخروطى عندما تكون الرأس عند نقطة الأصل ومماس لمحور y .

```

  

    

      

        

          
y

          

            
2

          

        

        
−

        
2

        
R

        
x

        
+

        
(

        
K

        
+

        
1

        
)

        

          
x

          

            
2

          

        

        
=

        
0

      

    

    
{\displaystyle y^{2}-2Rx+(K+1)x^{2}=0}

  

```

حيث K  هو الثابت المخروطى وR  هو نصف قطر الإنحناء عند x = 0 .
- حيث تستخدم هذه الصيغة في البصريات الهندسية لتحديد الأسطح البيضاوية المنبعجة الشكل  (K > 0)  الكروية (K = 0) , البيضاوية المتطاولة (0 > K > −1) , القطعى المكافئ (K = −1) والقطعى الزائد (K < −1) للمرايا والعدسات .
- عندما يكون التقريب المحورانى صحيح ، فإن السطح البصرى يعامل كسطح كروى بنفس نصف القطر .
- تستخدم بعض مراجع التصميم الغير بصرى الرمز  p كثابت مخروطى .وبالتالى فإن (p = K + 1) .